# Rodney Melville
Rodney Scott Melville (* 1941 in Douglas, Arizona) ist ein US-amerikanischer Richter, der vor allem durch einen Strafprozess gegen den Musiker Michael Jackson in das Licht der Öffentlichkeit rückte.

## Leben
Rodney Melville wuchs in San Francisco als Sohn eines Predigers und einer Lehrerin auf. Nach dem Dienst in der US Navy auf einem U-Boot hat er zunächst bis 1965 an der San Diego State University und dann bis 1968 an dem Hastings College of the Law der University of California Rechtswissenschaft studiert. Hiernach war er in der Kanzlei Melville & Iwasko als Rechtsanwalt in straf- und zivilrechtlichen Fällen tätig. Er wurde insbesondere als Anwalt für das Familienrecht staatlich zertifiziert. Danach diente er zwei Jahre als Distriktsstaatsanwalt im San Bernardino County District Attorney’s Office und ließ er sich 1971 in Santa Maria im Santa Barbara County nieder. Nach einer Entziehungskur wurde er Mitglied der Anonymen Alkoholiker und engagierte sich auch nach dem Ende des Besuchs der Sitzungen für diese Vereinigung.
1987 wurde er von Gouverneur George Deukmejian zum Richter am Municipal Court ernannt und 1990 zum Richter am Santa Barbara County Superior Court ernannt, wo er 17 Jahre lang arbeitete. Seit 2007 ist Melville pensioniert. Melville galt während seiner Dienstzeit als ausgesprochen fairer Richter, der seine Prozesse aber mit fester Hand führte.
Während seiner Amtszeit als Richter war er unter anderem maßgeblich an der Einrichtung der Kammer für Missbrauch von Drogen und anderen Substanzen beteiligt. Von 1997 bis 2000 gehörte er dem Vorstand der California Judges Association an, erhielt eine Auszeichnung als The Chief Probation Officers of California’s, Judicial Officer of the Year for 2001 und wurde mit dem The California Coalition for Mental Health, Outstanding Mental Health Advocate Award für die Bemühungen um die Errichtung einer Kammer für Prozesse betreffend der geistigen Gesundheit geehrt. 2005 erhielt er den John Rickard Judicial Services Award der Santa Barbara County Bar Association für besondere Verdienste um die Justiz im Santa Barbara County.
Rodney Melville war Richter im Strafprozess gegen Michael Jackson, in dem der Entertainer am 13. Juni 2005 nach anderthalb Jahren Prozessdauer in allen 10 Anklagepunkten freigesprochen wurde.